# Justus ǁGaroëb
Justus Gaob ǁGaroëbKlicklaut (* 16. Dezember 1942 in Omaruru, Südwestafrika) ist ein namibischer Politiker der United Democratic Front of Namibia (UDF) und traditioneller Führer der Damara.
ǁGaroëb absolvierte seine Sekundarschule am Augustineum in Okahandja und studierte im Anschluss an der Universität von Südafrika.

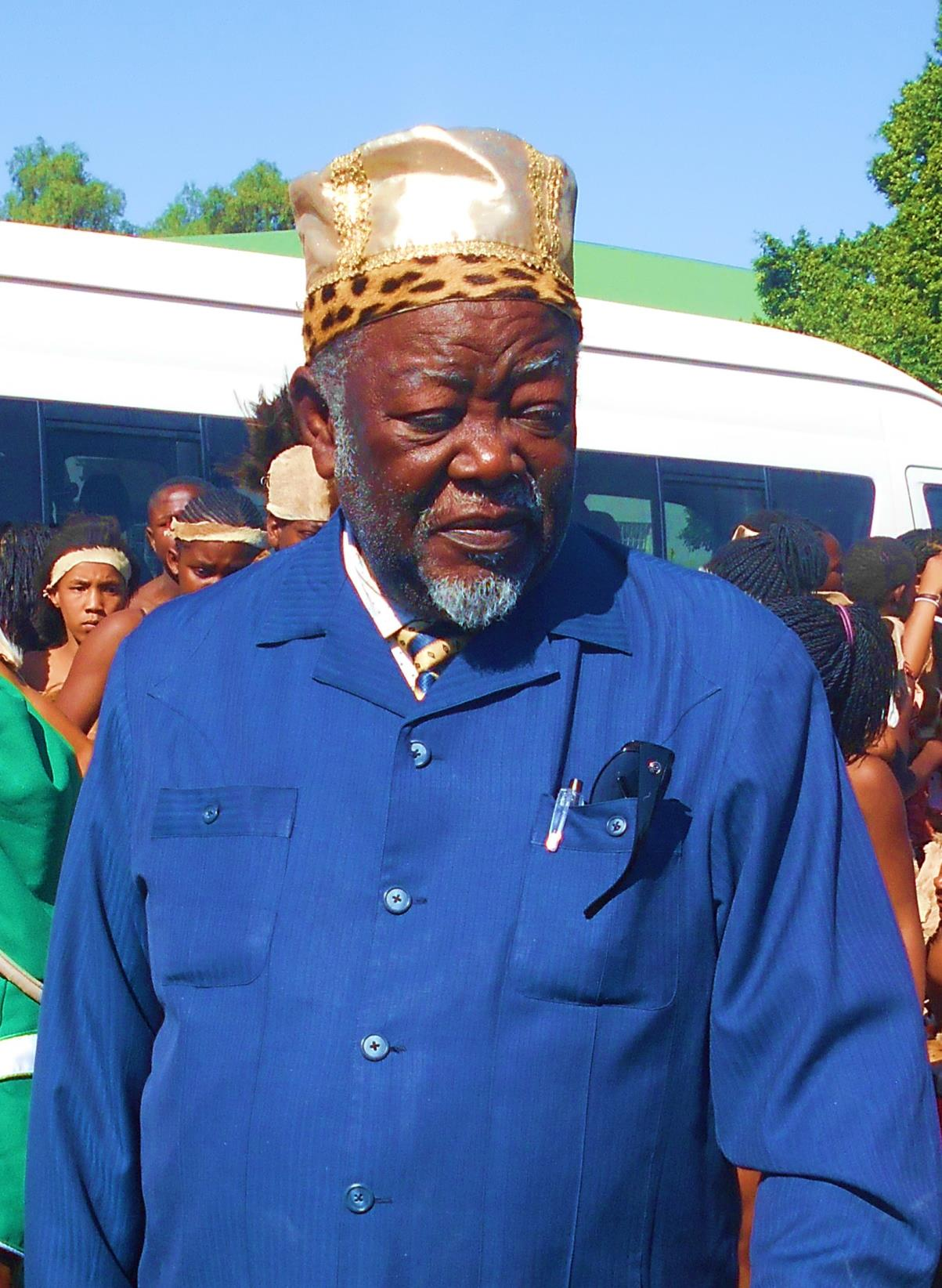
Justus ǁGaroëb (2016)

Seit 1971 war er Mitglied im Damararat und wurde nach dem Tod von David ǁGoreseb 1977 Ratsvorsitzender. 1982 wurde er amtierender traditioneller Führer der Damara, 1993 übernahm er dies Amt endgültig.
Während des namibischen Unabhängigkeitskampfes in den 1980er Jahren arbeitete der Damararat zunächst eng mit der SWAPO zusammen, 1989 kam es jedoch unter Leitung von ǁGaroëb zur Gründung der ethnisch-orientierten unabhängigen UDF, deren Parteivorsitz er bis 2013 innehatte.
ǁGaroëb wurde 1989 – zusammen mit drei Parteikollegen – Mitglied der Verfassungsgebenden Versammlung und war von 1990 bis 2015 Mitglied der Nationalversammlung.
Während seiner politischen Laufbahn engagierte er sich stark für Verfassungsangelegenheiten und ein demokratisches Mehrparteiensystem. In den Präsidentschaftswahlen 1999, 2004 und 2009 kandidierte er für das Amt des Staatspräsidenten.
ǁGaroëb ist verheiratet und lebt in Khorixas in der Region Kunene.